# Арека
Аре́ка (лат. Areca) — род растений семейства Пальмовые (Arecaceae), типовой род этого семейства.

## Ботаническое описание

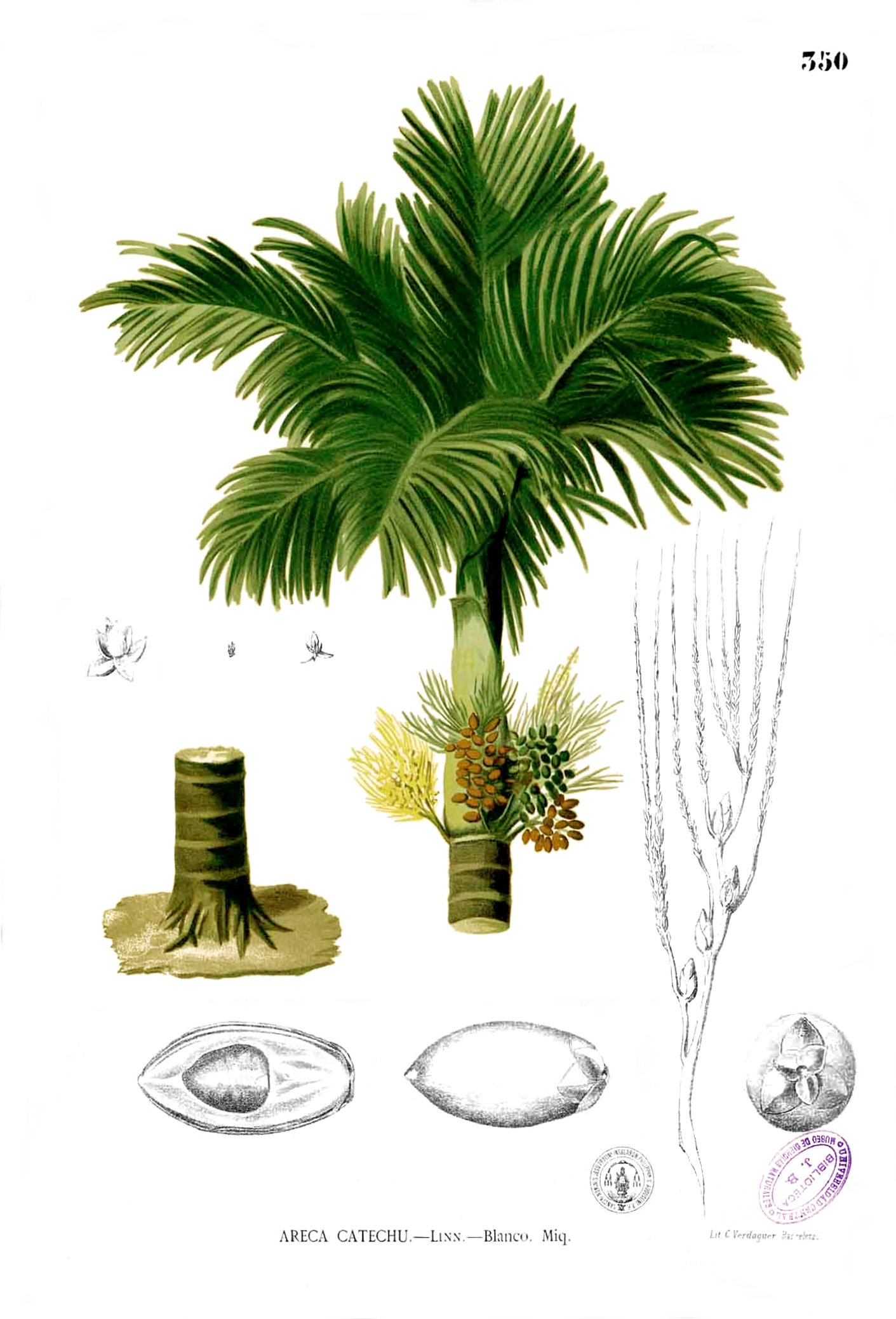
Бетелевая пальма (Areca catechu).

Разного размера пальмы. Например, высота ареки дайюнг (Areca dayung) не превышает 35 см. Стебель обычно одиночный, тонкий, с цилиндром из трубчатых влагалищ. Листья перисто-рассечённые. Цветки собраны в початкообразные соцветия, нижняя часть которых состоит из пестичных (женских), а верхняя — тычиночных (мужских) цветков. Плоды — волокнистые ягоды с роговидным белком в семенах.

## Распространение
Встречаются в тропической Азии: от Индии и Шри-Ланки до Соломоновых, Филиппинских островов и Новой Гвинеи в подлеске влажного тропического леса.

## Таксономия
По информации базы данных The Plant List, род включает 45 видов:
- Areca abdulrahmanii J.Dransf.
- Areca ahmadii J.Dransf.
- Areca andersonii J.Dransf.
- Areca arundinacea Becc.
- Areca bakeri Heatubun
- Areca brachypoda J.Dransf.
- Areca caliso Becc.
- Areca camarinensis Becc.
- Areca catechu L. typus[1] — Бетелевая пальма, или Арека катеху
- Areca chaiana J.Dransf.
- Areca churchii Heatubun
- Areca concinna Thwaites
- Areca congesta Becc.
- Areca costulata Becc.
- Areca dayung J.Dransf. — Арека дайюнг
- Areca dransfieldii Heatubun
- Areca furcata Becc.
- Areca gurita Heatubun
- Areca hutchinsoniana Becc.
- Areca insignis (Becc.) J.Dransf.
- Areca ipot Becc.
- Areca jugahpunya J.Dransf.
- Areca kinabaluensis Furtado
- Areca klingkangensis J.Dransf.
- Areca laosensis Becc.
- Areca ledermanniana Becc.
- Areca macrocalyx Zipp. ex Blume
- Areca mandacanii Heatubun
- Areca minuta Scheff. — Арека маленькая
- Areca mogeana Heatubun
- Areca montana Ridl.
- Areca novohibernica (Lauterb.) Becc.
- Areca oxycarpa Miq.
- Areca parens Becc.
- Areca rheophytica J.Dransf.
- Areca ridleyana Becc. ex Furtado
- Areca riparia Heatubun
- Areca songthanhensis A.J.Hend., N.K.Ban & B.V.Thanh
- Areca subacaulis (Becc.) J.Dransf.
- Areca triandra Roxb. ex Buch.-Ham. — Арека трёхтычинковая
- Areca triginticollina Heatubun
- Areca tunku J.Dransf. & C.K.Lim
- Areca vestiaria Giseke — Арека платьевая
- Areca vidaliana Becc.
- Areca whitfordii Becc.